# LE-5

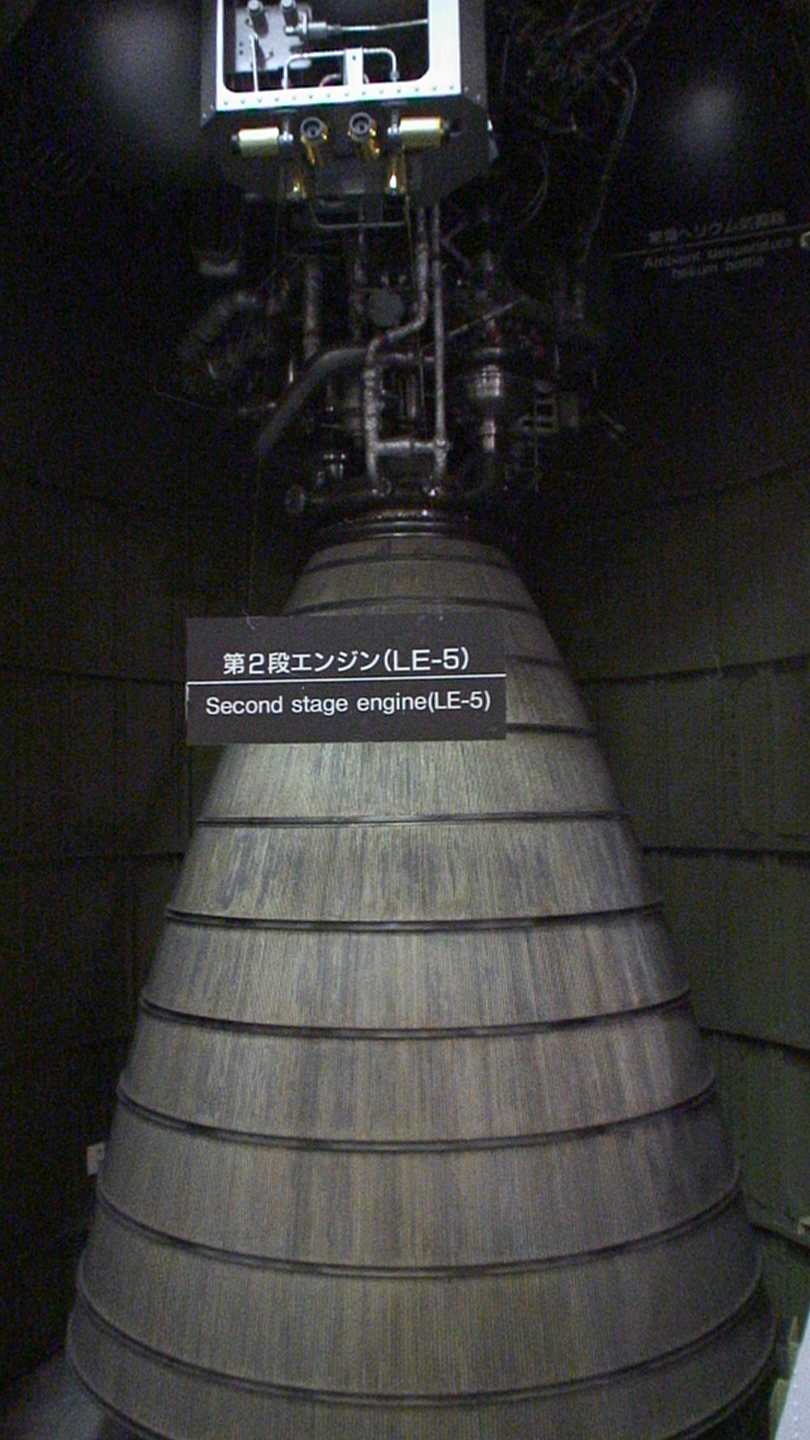
LE-5

LE-5 – japoński silnik rakietowy na paliwo kriogeniczne, produkowany przez Mitsubishi na potrzeby górnego stopnia rakiet H-I. Silnik ten jest zdolny do ponownego startu głównie dzięki zapłonnikom iskrowym. Konstrukcja LE-5 jest podstawą dla kolejnych modeli silnika używanych w rakietach H-II, H-IIA oraz H-IIB.

## LE-5A
Jest to usprawniona wersja silnika LE-5, opracowana na potrzeby rakiet H-II. Zmieniono cykl spalania paliwa oraz zwiększono siłę ciągu. 

## LE-5B
Wersja silnika pierwotnie opracowana na potrzeby rakiety H-IIA. Zmiany były skoncentrowane na zmniejszeniu kosztów produkcyjnych, silnik posiada mniejszy impuls właściwy od poprzednika, jednak generuje większą siłę ciągu, a także posiada możliwość pracy na zmniejszonej mocy. W 2003, po starcie piątej rakiety H-IIA rozpoczęto prace nad usprawnieniem silnika w celu zredukowania poziomu wibracji. Nowa wersja silnika została po raz pierwszy wykorzystana podczas startu rakiety H-IIB 10 października 2009 i wyróżnia się zmniejszonym natężeniem wibracji o połowę w stosunku do pierwszej wersji LE-5B.